# Ve Interactive
Ve – международная технологическая компания с головным офисом в Лондоне, предлагающая digital решения для привлечения и удержания траффика, а также повышения узнаваемости бренда.
На 2017 год у компании 10 000 клиентов и более 30 офисов по всему миру.
В портфолио решений Ve входит программатик баннерная и видео реклама, решения по удержанию пользователей, а также email-ремаркетинг.  Ve использует собственную big data для максимальной персонализации кампаний.

## История
2009 – основание компании и запуск email-ремаркетинга VeContact.
Февраль 2014 – запуск решения по удержанию пользователейVePrompt (поп-ап «последней надежды»).
Октябрь 2014 – открытие офиса в Москве.
Ноябрь 2014 - Ve приобретает рекламное агентство GDM digital и запускает баннерную программатик рекламу VeAds. 
Апрель 2016 – запуск решения VePanel, которое показывает пользователям максимально персонализированный контент (спец. предложения, рекомендованные товары и историю просмотра) в  зависимости от их активности на сайте.
Сентябрь 2016 - компания покупает платформу Optomaton  и запускает первую кампанию по видеорекламе.
Декабрь 2016 - Ve приобретает лондонское медиа-агентство Crave &Lamb.
Май 2017 – компанию покупает  Rowchester Ltd., которая позднее меняет название на Ve Global Ltd.